# Meantime
A Meantime egy kiadatlan számítógépes szerepjáték, mely a Wasteland című videójáték folytatásának készült. Ennek oka, hogy Brian Fargo, aki ekkor vezette az Interplayt, belátta, hogy a 8 bites platformok csillaga leáldozóban van. Később tervbe vették, hogy MS-DOS alá mégis megjelentetik, de az Ultima VII hatalmas sikere miatt erről is letettek.

## Játékmenet
Annak ellenére, hogy a Wastelanddel megegyező grafikus motort és játékmenetet tartalmazott volna (átvéve a Champions of Krynn című játék harcrendszerét),), a Meantime sok szempontból különbözött volna elődjétől. Ugyanis az időutazás lépett volna elő a fő játékelemmé, melynek során híres történelmi alakok is csatlakoztak volna hozzánk. Amelia Earhart egy japán börtönből lett volna megmenthető, Wernher Von Braun pedig azután, hogy a második világháború végén megmentettük az őt üldöző szovjetektől. Minden karakternek lett volna egy speciális képzettsége, például Cyrano de Bergerac kitűnően tudott volna vívni. A fő sztoriszál során egy hozzánk hasonló csapatot üldözhettünk volna, akik cselekedeteikkel megváltoztatták a történelem menetét.

## Fejlesztés
Először 1989 elején jelentették be, hogy elkezdődött a Meantime fejlesztése. A játék fejlesztésében a Wasteland készítőinek java része benne volt. A vezető fejlesztő Alan Pavlish volt, Mark O'Green és Liz Danforth közreműködésével. Ezúttal egy pályaszerkesztőt is készítettek, ugyanis nagyban megkönnyítette a munkájukat, hogy nem kellett assembly nyelven programozni a térképet. Ám körülbelül 75%-os készültségi állapotban Liz Danforth otthagyta a játékot, Brian Fargo pedig törölte a projektet - ezért, és mert az Apple II ekkoriban már rohamosan vesztett a népszerűségéből.
1992-ben Bill Dugan vezetésével újra nekiláttak a játék fejlesztésének, de most már MS-DOS alá átportolva, javított grafikával. Ám ekkor is különféle nehézségek jelentkeztek, főleg a régi kód átírásával voltak nagy gondok; ráadásul ekkoriban jelent meg az Ultima VII is, aminek a grafikája messzemenőkig szebb és kidolgozottabb volt. Így a játékot másodszor is törölték.
A borítóját sosem hozták nyilvánosságra, de az elmondások szerint Albert Einstein lett volna rajta, aki szintén benne lett volna a játékban. 1996-ban a Computer Gaming World a játéktörténelem vaporware-jeinek toplistáján a hatodik helyre helyezte.

## Öröksége
Ellentétben a Wastelanddel, a Meantime névjogai valamint az elkészült forráskód az Interplay tulajdonában maradtak. Részben emiatt a Wasteland-jogokat birtokló Electronic Arts is csak egy kvázi-folytatást tudott kiadni, Fountain of Dreams címmel, amelyről 2003-ban el is ismerték, hogy valóban nem folytatás. Amikor a Wasteland spirituális örököseként elkészítette az Interplay a Fallout-ot, abban semmilyen nyoma nem volt a Meantime-nak, az egyetlen közös pont Mark O'Green fejlesztő, aki mindkettő készítésénél jelen volt.
A forráskód feltehetően elveszett, és ha meg is lenne, a helyreállítása sem lenne egyszerű, ugyanis a játék egy elavult mechanizmust használva magára a játék lemezére mentett, így minden játék esetében egy friss lemezre volt szükség. Ez viszont azzal járt együtt, hogy óvatlan felhasználás esetén a kód felülíródhatott, és örökre elveszhetett.
8 Bit Weapon 2007-ben megjelentetett a játék tiszteletére egy "MeanTime EP" című albumot.
2014-ben a Meantime nevet levédette a Roxy Friday LLC, akik az inXile Entertainment leányvállalata, akik pedig a Wasteland folytatásait készítették.